# Corophium sextonae
Corophium sextonae är en kräftdjursart som beskrevs av Hurley 1954. I den svenska databasen Dyntaxa används istället namnet Monocorophium sextonae. Enligt Catalogue of Life ingår Corophium sextonae i släktet Corophium och familjen Corophiidae, men enligt Dyntaxa är tillhörigheten istället släktet Monocorophium och familjen Corophidae. Arten är reproducerande i Sverige. Inga underarter finns listade i Catalogue of Life.